# Milan Slavický
Milan Slavický (7. května 1947 Praha – 18. srpna 2009 Praha) byl český hudební skladatel, hudební vědec a pedagog.

## Život
Pocházel z hudební rodiny, skladateli byli jak jeho otec Klement Slavický, tak oba jeho dědové Kamil Voborský a Klement Slavický st..
Milan Slavický vystudoval v roce 1973 skladbu na Janáčkově akademii múzických umění v Brně, kde ho vedl Jan Kapr, dále se věnoval studiu hudební vědy na Filozofické fakultě UK a HAMU v Praze, kde ho vyučovali Karel Janeček a Karel Risinger. Stal se hudebním režisérem a rozhlasovým dramaturgem, takto stojí za více než 500 nahrávkami klasické hudby, s větším důrazem na elektroakustickou hudbu. Zabýval se také publicistikou, odbornou muzikologickou prací a skladbou.
Zemřel roku 2009 v Praze. Byl pohřben na Vinohradském hřbitově.

## Umělecké dílo
Psal symfonickou, komorní a elektroakustickou hudbu, po roce 1990 podstatně vzrostl jeho zájem o hudbu vokální. Jeho skladby byly často hrány na českých i zahraničních pódiích a dostalo se jim i významných ocenění, a to už od počátků jeho tvorby. Dvakrát triumfoval v mezinárodní soutěži mladých skladatelů Carla Marii von Webera v Drážďanech (1976 a 1979). Symfonická vize pro velký orchestr Porta coeli, zkomponovaná pro festival Berliner Festwochen, například získala Cenu české hudební kritiky pro nejlepší skladbu za rok 1992.

### Výběr z díla
- Monolit (1979) – pro sólové varhany
- Oči (1983) – memento pro varhany zpracovávající zážitky z návštěvy koncentračního tábora
- Sursum corda (1993)[5]

## Odborná a pedagogická činnost
Od roku 1990 se Slavický věnoval pedagogické činnosti na HAMU i na FF UK, na HAMU byl jmenován docentem (1997) a později profesorem (2001). Byl hostujícím profesorem na University of New York v Praze. V muzikologii se věnoval především hudbě druhé poloviny 20. století. Napsal dvě knihy, Rozhovory z Domu umělců (1990) a Gideon Klein. Torzo života a díla (1995).